# Бои за Бучу
Бои за Бучу — часть киевского наступления российской армии во время Российско-украинской войны в 2022 году. Боевые действия за контроль над городом Буча происходили между вооружёнными силами России и Украины. Бои продолжались с 27 февраля 2022 года по 31 марта 2022 года и закончилось выводом российских войск. Захват города был частью более масштабной операции по попытке захвата столицы Украины города Киева, которая из-за неудачного планирования вылилась лишь в частичную блокаду столицы с последующим отступлением российских войск.
Вооружённые силы Украины оказали сопротивление российской армии в западных пригородах Киева, а именно в Ирпене, Буче и Гостомеле. Буча была в числе мест, которые Киевская областная государственная администрация назвала самыми опасными местами в Киевской области. 24 марта Буча получила звание города-героя Украины. После вывода российских войск из Бучи в городе были обнаружены многочисленные трупы мирных жителей, из-за чего военнослужащие российской армии были обвинены в совершении военных преступлений. Эти убийства привлекли пристальное внимание мирового сообщества.

## Предыстория
24 февраля 2022 года рано утром ВС России нанесли удар тяжёлым вооружением по территории аэропорта «Антонов», находящемся в соседнем с Бучей Гостомеле. В 17 часов по местному времени произошла высадка десанта сил РФ.
Утром 25 февраля российские войска высадились в 27 километрах от Бучи в Дымере.
На окраинах Гостомеля российские войска продвинулись с северо-запада, захватив его аэропорт после прорыва украинской обороны в Иванкове и создания плацдарма в городе. Хотя украинское сопротивление в Гостомеле всё ещё не было подавлено, российские войска начали продвигаться на юг, чтобы захватить соседние города Ирпень и Бучу с целью вторжения в Киев.

## Хронология боевых действий

### Февраль
25 февраля 2022 года, по сообщению «УНИАН», в Буче была уничтожена российская диверсионно-разведывательная группа. В Буче и Гостомеле начались вооружённые столкновения.
27 февраля в Бучу заехала российская техника со стороны Гостомеля пытаясь пройти до Ирпеня, шли уличные бои. Спустя некоторое время двигавшаяся по улице Вокзальной колонна была уничтожена, в том числе бутылками с зажигательной смесью. По ходу следования колонны войска Российской Федерации атаковали стоявший в сквере памятник воинам-афганцам в виде установленного на постаменте БРДМ-2, ошибочно приняв его за технику армии ВСУ.
Для остановки российских войск был взорван мост, соединяющий города Буча и Ирпень. Дальнейшее продвижение российской техники было приостановлено.
27 февраля ВСУ нанесли заметный урон войскам группы «V» ВС России, находящимся в Буче, сожжено большое количество бронетехники.

### Март

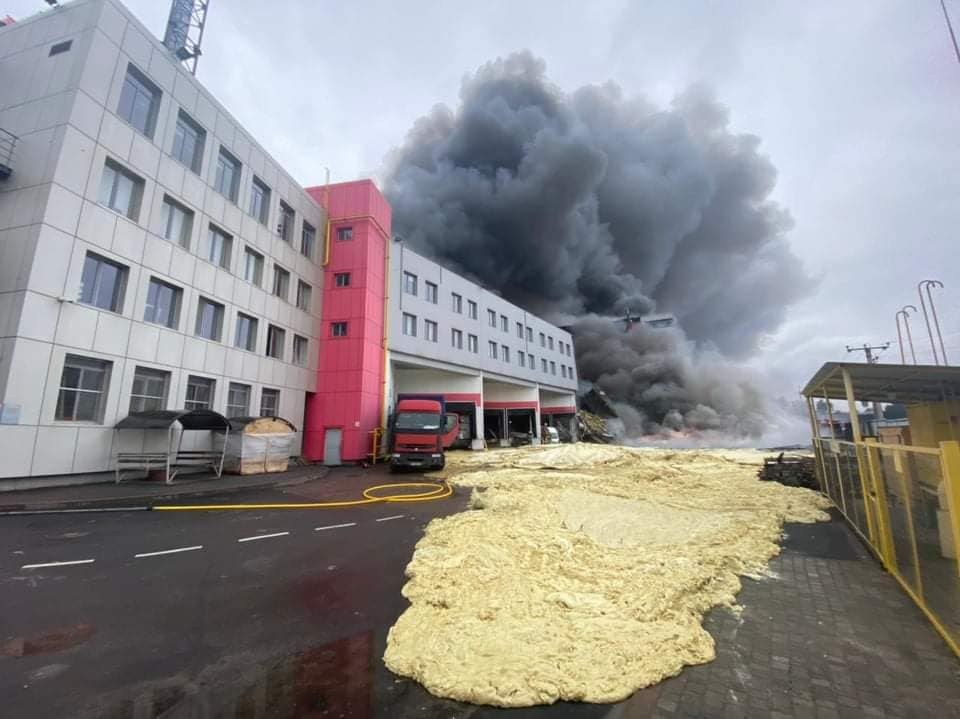
Фабрика по производству монтажной пены в селе Чайки Бучанского района после обстрела 3 марта

3 марта украинские военные восстановили контроль над Бучей и подняли украинский флаг над городским советом. После освобождения был быстро организован «Зелёный коридор», через который было вывезено 1,5 тысяч человек из Бучи и соседнего города Ирпень.
Затем со стороны Ворзеля и Гостомеля в город вошли российские войска (предположительно «кадыровская» гвардия). На нескольких направлениях прошли уличные бои. Российская армия сбросила авиационные бомбы; прозошёл взрыв на гоночном треке возле села Чайки. Сообщалось, что российские войска разместились на местной базе комплектации и в здании бывшего завода. Там были оборудованы позиции, из-за чего в этот район не пропускали автобусы для проведения эвакуации и доставки гуманитарной помощи — чтоб не «светить» лишний раз расположение.
4 марта украинские СМИ заявили, что под Севериновкой российские военные попали под дружественный огонь — уничтожено 9 танков и 4 БТР. В тот же день прекратилось снабжение района водой, электричеством, газом и теплом.
5 марта по разрушенному ранее мосту пытались эвакуироваться жители Ирпеня, подвергшиеся массированным обстрелам. Арестович подтвердил захват Бучи и Гостомеля, заявив о срыве эвакуации российскими войсками.
6 марта российские войска активизировали обстрел города, убив, по данным Украины, большое количество мирных жителей. В горсовете сообщили, что жители скрылись в подвалах и что город не мог получить гуманитарную помощь из-за постоянных артиллерийских обстрелов.
Уличные бои продолжались еще несколько дней. Эвакуация была сорвана российскими войсками, местные жители сообщали о стрельбе по гражданским. На улицах города образовалось большое количество брошенной военной техники.
По данным Украины, 10 марта в Буче на территории церкви в братской могиле были похоронены 67 мирных жителей; создание траншеи в дальнейшем было подтверждено спутниковыми снимками Maxar.
К 23 марта, по сообщению украинских СМИ, города Ирпень и Буча были взяты в кольцо украинскими войсками, однако в своём отчёте от 23 марта Институт изучения войны утверждал, что не может подтвердить окружение российских войск в районе Бучи и Гостомеля. В отчёте от 24 марта утверждалось, что войска Украины не отвоевали ни одной территории на северо-востоке от Киева.
Во второй половине марта атакующий потенциал российской армии начал спадать, из-за проблем с логистикой и опасности окружения контратакующими украинскими силами российская группировка была вынуждена отступать в Белоруссию.
24 марта Буча получила звание города-героя Украины. 31 марта 2022 года Буча была освобождена от российской оккупации.

### Апрель

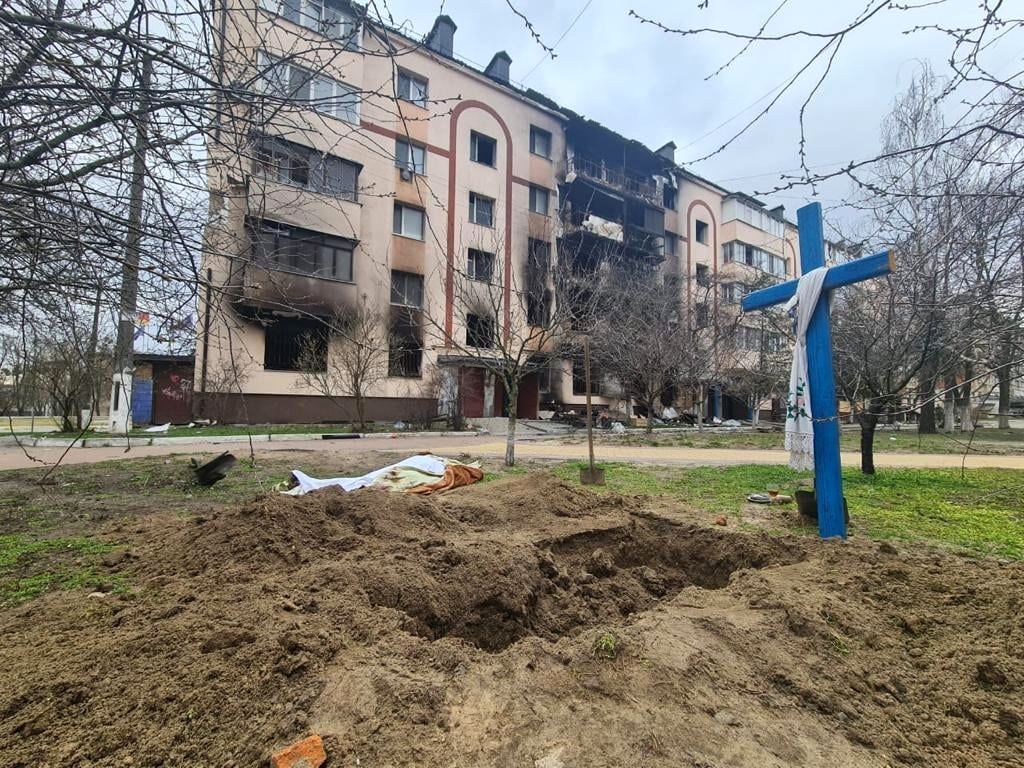
Дом в Буче после боёв

1 апреля 2022 года мэр Бучи Анатолий Федорук сообщил, что город освобождён от оккупации украинскими вооружёнными силами.
При отступлении из Бучи несколько российских десантников попали в засаду и сдались в плен. На улицах города оставалось множество брошенной и разбитой военной техники, гражданских машин и тел погибших жителей.

## Военные преступления

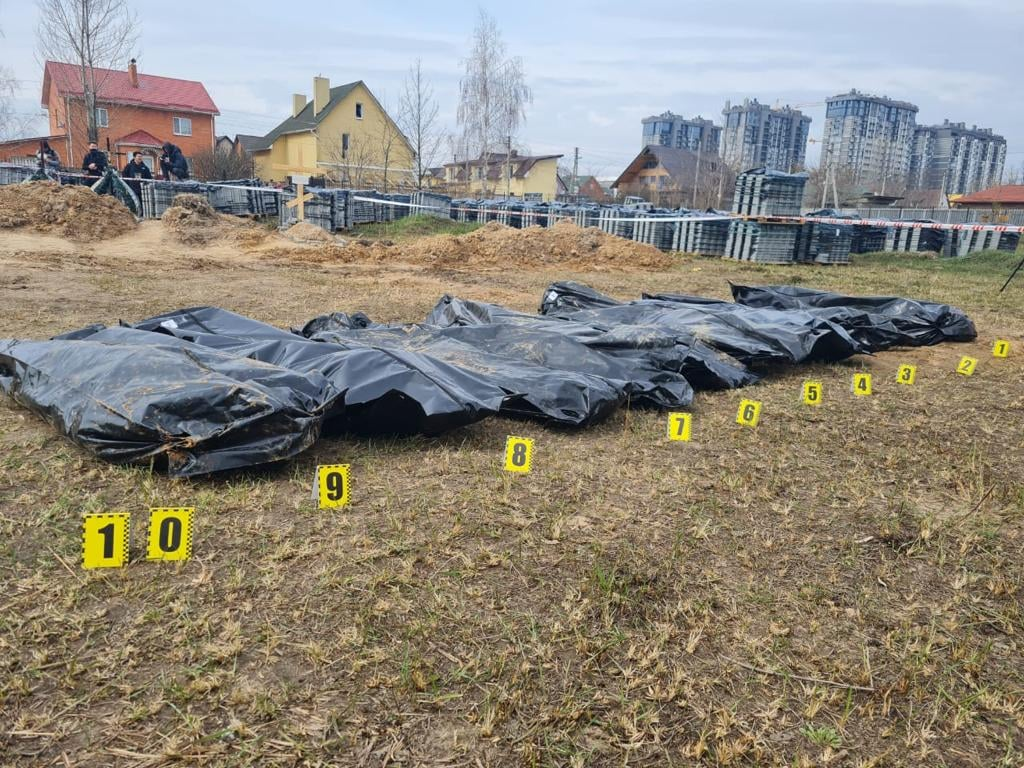
Эксгумация тел из братской могилы возле церкви

После возвращения Бучи под контроль украинских сил появились свидетельства военных преступлений, совершённых российскими военными. Журналисты агентства «Франс-Пресс» обнаружили 20 трупов, лежащих на улицах Бучи. Точные причины смерти на тот момент не были установлены, но руки по крайней мере одного трупа были связаны за спиной, и все жертвы были мужчинами. По словам мэра Анатолия Федорука, около 280 человек были захоронены в братской могиле.
Газета «Гардиан» написала, что после того, как украинские вооружённые силы освободили Киевскую область, они стали свидетелями шокирующего разорения территории: тела на дорогах, свидетельства казней мирных жителей, массовые захоронения, убитые дети.
Ольга Сухенко, глава села Мотыжин Бучанского района, была найдена мёртвой (по сообщениям, вместе со своей семьёй) после похищения российскими солдатами.
Украинская прокуратура установила, что за время российской оккупации российские военные убили в Буче более 600 гражданских лиц, многих из которых пытали. По состоянию на 2024 год, 60 тел всё ещё оставались неидентифицированными.